# Danh sách bài hát trứ danh
Bài hát trứ danh (tiếng Anh: Signature song) là một (hoặc nhiều) bài hát nổi danh được biết đến nhiều nhất hay được dễ dàng nhận dạng bởi một nghệ sĩ thu âm hoặc ban nhạc nào đó, ngay cả nếu họ đã đạt thành công với những bài hát khác trước đó. Những bài hát trứ danh có thể là kết quả của việc nhận diện tự phát của công chúng hoặc là một công cụ tiếp thị được triển khai bởi ngành công nghiệp âm nhạc để quảng bá nghệ sĩ, bán đĩa thu âm và phát triển cộng đồng người hâm mộ. Loại hình tiếp thị này cũng có thể khiến nghệ sĩ gặp khó khăn khi trình diễn các thể loại âm nhạc khác.

## Ví dụ
- Guy Lombardo – "Auld Lang Syne"[2]
- Justin Bieber – "Baby"
- Carly Rae Jepsen – "Call Me Maybe"
- Luis Fonsi – "Despacito"
- Sơn Tùng M-TP – "Em của ngày hôm qua"
- Katy Perry – "Firework"
- Eagles – "Hotel California"[3]
- Linkin Park – In the End
- John Lennon – "Imagine"[4]
- Whitney Houston – "I Will Always Love You"
- Taylor Swift – "Love Story"
- Andy Williams – "Moon River"[5]
- Celine Dion – "My Heart Will Go On"[6]
- Lil Nas X – "Old Town Road"
- The Rolling Stones – "(I Can't Get No) Satisfaction"[7]
- Charlie Puth – "See You Again"
- Demi Lovato – "Sorry Not Sorry"
- Led Zeppelin – "Stairway to Heaven"[8]
- Gotye – "Somebody That I Used to Know"
- Percy Sledge – "When a Man Loves a Woman"[9]